# Wang Xiaoyou
Wang Xiaoyou (23 aprile 2004) è una sincronetta cinese.

## Palmarès

### Coppa del Mondo
- 1 podio:
  - 1 vittoria (1 nella gara a squadre)

#### Coppa del mondo - vittorie
| Data          | Luogo   | Paese | Disciplina   |
| ------------- | ------- | ----- | ------------ |
| 5 aprile 2024 | Pechino | Cina  | Team tecnico |